# 불가리아 배구 국가대표팀
불가리아 배구 국가대표팀(불가리아어: Национален отбор по волейбол на България)은 불가리아를 대표하여 국가대항전에 참가하는 배구 국가대표팀으로 불가리아 배구 연맹에 의해 운영된다.

## 대회 기록

### 올림픽
- 1964 — 5위
- 1968 — 6위
- 1972 — 4위
- 1976 — 예선 탈락
- 1980 —  은메달
- 1984 — 보이콧으로 인한 불참
- 1988 — 6위
- 1992 — 예선 탈락
- 1996 — 7위
- 2000 — 예선 탈락
- 2004 — 예선 탈락
- 2008 — 5위
- 2012 — 4위
- 2016 — 예선 탈락
- 2020 — 예선 탈락

## 역대 감독
| 성명                | 재임 기간 |
| ------------------- | --------- |
| 발렌틴 안코프       | 1949-1950 |
| 디미타르 엘렌코프   | 1951-1952 |
| 게오르기 크라스테프 | 1952-1955 |
| 디미타르 엘렌코프   | 1957-1958 |
| 디미타르 기고프     | 1964-1971 |
| 토도르 시모프       | 1964-1971 |
| 토도르 피페르코프   | 1979-1980 |
| 츠베탄 파블로프     | 1980-1982 |
| 바실 시모프         | 1984-1986 |
| 보그단 큐추코프     | 1984-1986 |
| 게오르기 바실레프   | 1991-1992 |
| 게오르기 스토에프   | 1992-1994 |
| 브룬코 일리에프     | 1994      |
| 스테판 소콜로프     | 1994-1996 |
| 게오르기 바실레프   | 1998-1999 |
| 브룬코 일리에프     | 1999-2000 |
| 흐리스토 일리에프   | 2000-2002 |
| 아센 갈라비노프     | 2002-2003 |
| 밀로라드 키야치     | 2003-2004 |
| 브룬코 일리에프     | 2004-2005 |
| 마르틴 스토에프     | 2005-2008 |
| 실바노 프란디       | 2009-2010 |
| 라도스틴 스토이체프 | 2010-2012 |
| 나이덴 나이데노프   | 2012      |
| 카밀로 플라치       | 2012-2014 |
| 플라멘 콘스탄티노프 | 2014-2019 |
| 실바노 프란디       | 2019-2022 |
| 니콜라이 젤랴스코프 | 2022-     |